# Louis-Gabriel Guillemain
Louis-Gabriel Guillemain   (París, 15 de novembre de 1705 - París, 1 d'octubre de 1770) va ser un compositor i violinista francès. Va ser un dels primers compositors francesos de simfonies i igual a Jean-Marie Leclair al violí, "a qui de vegades fins i tot supera en audàcia i brillantor".

## Biografia
Criat pel comte de Rochechouart, va aprendre el violí i va estudiar a Torí a Itàlia per completar la seva formació. Estudiant de Giovanni Battista Somis i potser de Jean-Marie Leclair, també alumne de Somis, com Jean-Pierre Guignon i Gaetano Pugnani.
El 1729, als vint-i-quatre anys, i durant un breu període, va ser membre de l'orquestra de l'òpera de Lió com a “simfonista”. El 29 de març de 1734 va obtenir el càrrec de primer violí a la Reial Acadèmia de Dijon i va publicar el mateix any la seva primera obra, dedicada a Monsieur Chartraire de Bourbonne, el seu suport, president al parlament i també violinista, igual que l'obra 3. Un altre viatge a Itàlia durant aquest període no va deixar cap rastre.
Després d'establir-se a París el 1737, va treballar en molts àmbits de la música, component diverses sonates i continuant tocant el violí, sobretot amb el famós Guignon. Va obtenir un càrrec important a la cort de Versalles, «ordinari de la música i de la capella i de la cambra del rei» (amb una pensió de 500 lliures a partir de juny de 1750, a més el músic millor pagat de la cort, amb 1.650 lliures el 1760 mentre que Guignon només en va rebre 1.350) i a l'orquestra del teatre dels petits gabinets de la marquesa de Pompadour, de 1747 a 1750.

Durant la dècada de 1750, les seves obres es van representar dinou vegades al Concert Spirituel6, però deliberadament, no hi va aparèixer mai com a solista, llevat potser el 18 de maig de 1750, per a un dels seus concerts. L'escriptor Pierre-Louis d'Aquin de Château-Lyon (1720–1795 o 1796, fill de l'organista Louis-Claude Daquin) va escriure en la seva sisena Carta sobre homes famosos:
| «                      | "Quan parlem d'un home ple de foc, de geni i de vivacitat, hem de nomenar el senyor Guillemain, Ordinari de la Música del Rei; és potser el violí més ràpid i extraordinari que es pot escoltar. La seva mà brilla, no hi ha dificultats que el puguin aturar, i només ell els fa néixer en les seves erudites produccions que de vegades fan vergonya als seus rivals. Aquest famós artista es troba entre els grans Mestres un dels més fèrtils i estem d'acord que les seves obres estan plenes de les belleses més picants." | » |
| — Pierre-Louis d'Aquin | |   |

El 1757 es va casar amb Catherine Langlais (nascuda el 13 de gener de 1715) i el 1759 va entrar al servei de Lluís XV com a violinista. Les seves darreres publicacions daten de 1762.
De caràcter fosc, melancòlic, alcohòlic i empobrit per les compres extravagants (tapissos i mobles) perseguits pels seus creditors, mentre anava a Versalles a peu, es va suïcidar apunyalant-se al peu d'un salze. Alguns relats contemporanis donen la xifra de catorze punyalades. Tot i que aquests detalls són com a mínim sorprenents, sembla que es va suïcidar. Va ser enterrat el mateix dia. La seva vídua va rebre una pensió de 600 lliures que va rebre entre 1772 i 1779.

## Estil
Els divuit opus de Guillemain publicats entre 1734 i 1762, només música instrumental, són molt diferents. En la seva primera obra, va conservar un esquema de tres moviments, però de vegades va superar el virtuosisme de Leclair («en audàcia i brillantor», diu Lionel de La Laurencie) i molt pocs violinistes l'any 1734 podrien haver abordat aquestes sonates. D'altra banda, el seu opus 2 (1738) per a quartet de flautes és molt menys virtuós. L'Opus 11 (1742), el seu tercer llibre per a violí, anuncia el llenguatge clàssic. Pel que fa a l'opus 12 (1743), conté la música més encantadora de l'autor. Utilitzarà el mateix complement per a l'opus 17, l'any 1756. En aquests quartets, atorga una part igual als instruments melòdics on cadascun toca a imitació. En el següent opus 13, escrit per a clavecí en sonata, dóna un paper secundari al violí, seguint l'exemple de Mondonville que va publicar l'any 1734, innovadores sonates amb violí obbligato, opus 3.
Guillemain és un dels primers compositors francesos que va escriure per a la simfonia orquestral, amb el seu opus 6, de 1740, i l'opus 14 de 1748, que mostra una sonata allegros ja molt aconseguida d'una estructura interessant en un estil italià retallat (animat-lent). –animat).
La seva obra final, Amusement for the violin alone (1762) és una de les primeres obres franceses per a violí sol. Està compost per divuit melodies de diversos autors, variades de totes maneres, seguides de capritxos «del més alt virtuosisme».

## Obra
Música de cambra

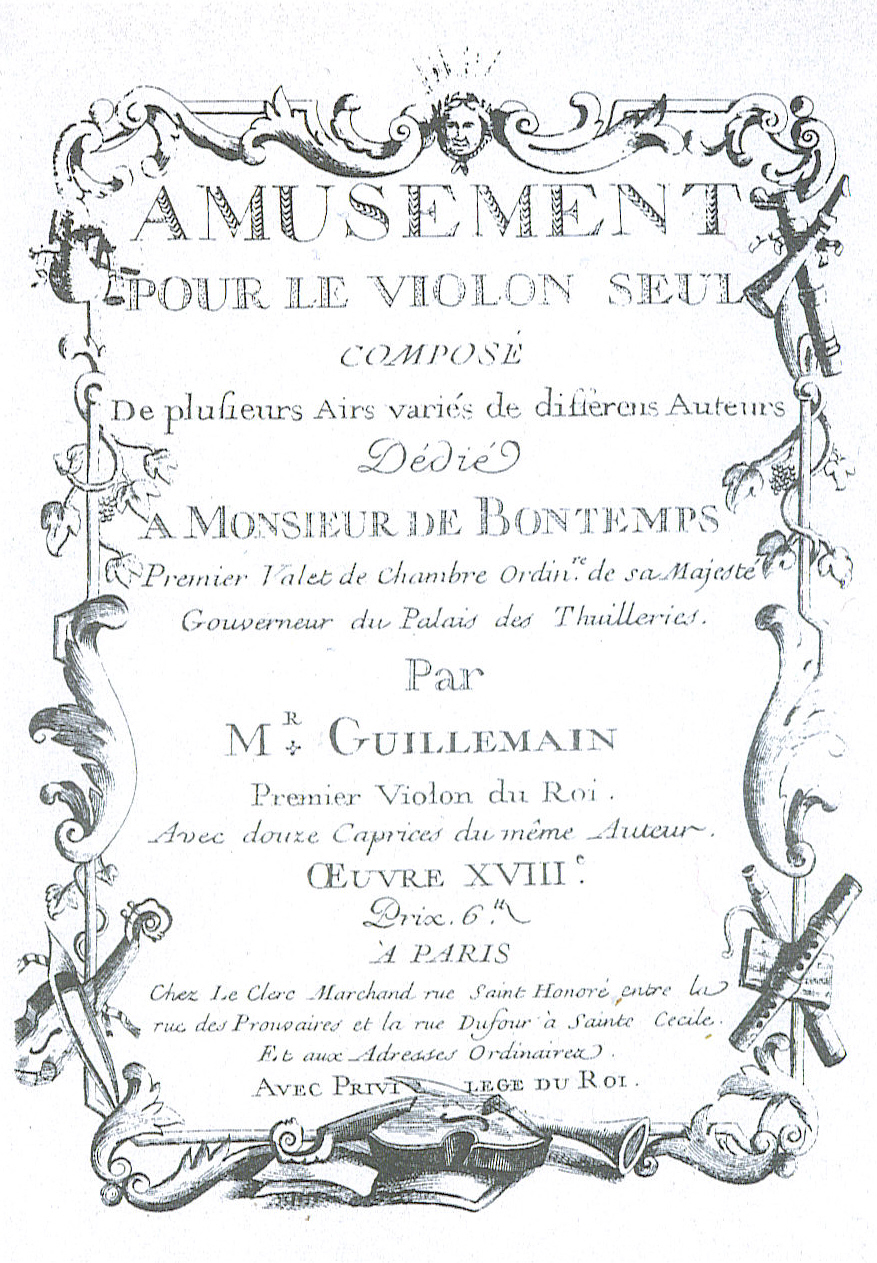
Amusement op. 18.

- Primer llibre de Sonates per a violí amb baix continu, op. 1 (Dijon 1734, París Boivin)
- Sonates en trio per a violins i flauta, op. 2 [12 sonates] (1738)
- Segon llibre de sonates, per a violí i baix continu, op. 3 (París 1739)
- Sonates per a dos violins sense baix continu, op. 4 [6 sonates] (París 1739)
- Segon llibre de sonates, per a 2 violins (o flauta), op. 5 (París 1739)
- Primera diversió de moda per a 2 violins o flauta i baix, op. 8 (París 1740)
- Peces, per a 2 zanfones o 2 musettes, 2 flautes o 2 violins, op. 9 (París 1741) perdut
- Llibre tercer de sonates, per a violins i baix continu, op. 11 (París 1742)
- Sonates de quartet o converses galants i divertides entre una flauta transversal, un violí, una viola baixa i el baix continu, op. 12 (1738; ed. París 1743)
- Peces de clavecí en sonates amb violí, op. 13 (París 1745)
- Segon llibre de sonates en quartet, per a flauta, viola baixa i baix continu, op. 17 [6 sonates] (París 1756)
- Divertiment per al violí sol, op. 18, acompanyat de diverses melodies variades de diferents autors i 12 Capricis (1762)

Orquestra

- Simfonies al gust italià en trio, op. 6 simfonies] (1740)[18]
- Sis concertins en quatre parts, per a 2 violí, viola i baix continu, op. 7 (París 1740)[19]
- Segon llibre de simfonies en el gust italià en trio, per a 2 violins i baix continu, op. 14 (París, Le Clerc 1748)[20]
- Divertissements de symphonies en trio, per a 2 violins i baix continu, op. 15 (París 1751)[21] Dedicat a Mme de Pompadour.
- Simfonies d'un nou gust en forma de concert per a Musettes, zanfones, flautes o oboès, op. 16 (1752, ed. Boivin) lost[22]

Escena

- L'operador xinès, ballet-pantomima (Théâtre des Petits Cabinets, París 12 de desembre de 1748) — paraules de François-Augustin Paradis de Moncrif i ballet dirigit per Jean-Baptiste Dehesse, de la comèdia italiana. L'obra es va tornar a representar al mateix escenari el 16 de gener de 1749.
- La Cabale sobre llibret de Saint-Foix, comèdia episòdica (1748)[13] creada l'11 de gener de 1749 a la Comédie- Italienne de París.

## Discografia
- Sonata per a violí i baix continu, op. 1 No. 4 - Simon Standage, violí; Lars Ulrik Mortensen, clavecí (19-21 d'abril de 1992, Chandos CHAN0531) OCLC|28826562 — La sonata de Guillemain va acompanyada d'altres per Jean-Marie Leclair i Jean-Joseph Cassanéa de Mondonvillei algunes peces de clavecí.
- Conversa, Gallantes, Divertida: Sonates en quartets extreta dels opus 12 i 16 - Ens. Les Converses: Valerie Balssa-Jaffres, flauta; Catherine Girard, violí; Emmanuel Balssa, viola de gamba; Alix Verzier, violoncel; Blandine Rannou, clavicèmbal 5 d'octubre de 1996, Pierre Verany PV797011) OCLC|416096644
- Capricis, op. 18 - Gilles Colliard, violí barroc (11 de setembre de 2001, EMEC E-048) OCLC 54613954
- Divertiment, op. 18 - Gilles Colliard, violí barroc (12 d'agost de 2002, EMEC E-054) OCLC 431225606
- Divertiments: extractes dels opus 1, 8, 11, 13 i 18 - Ens. Aliquando: Stéphanie Paulet, Bérengère Maillard, violins; François Lazarevitch, flauta; Lucile Boulanger, viola baixa; Claire Gratton, violoncel; Maude Gratton, clavecí (2010, Muso) OCLC 894544579
- Sis quartets amb flautes, op. 12 - Wilbert Hazelzet, flauta; Ens. Fantasticus: Rie Kimura, violí barroc; Robert Smith, viola gamba; Guillermo Brachetta, clavecí (7 d'octubre de 2017, Super Audio 2 SACD Resonus Classics RES10222) OCLC 1052780148
- Segon Llibre de Sonates en quartet, obra XVII, Ensemble La Française. CD Musica Ficta 2020